# Macrotera carinata
Macrotera carinata is een vliesvleugelig insect uit de familie Andrenidae. De wetenschappelijke naam van de soort is voor het eerst geldig gepubliceerd in 1968 door Timberlake.